# بويانجيفين باتزوريغ
بويانجيفين باتزوريج (بالمنغولية: Буянжавын Батзориг) (ولد في 9 مارس 1983) هو مصارع حر أولمبي منغولي سابق. حاليا مدرب المنتخب الوطني المنغولي للمصارعة منذ يناير 2017. كمصارع شارك في وزن 66 كغم في دورة الألعاب الأولمبية الصيفية 2008. في الدور الثمن النهائي فاز على الجنوب الأفريقي هاينريش بارنز ولكن في الدور الربع النهائي خسر من الروسي إيرك فارنييف.
وفاز بميدالية برونزية في دورة الألعاب الآسيوية 2006.
فاز بميدالية ذهبية في دورة ألعاب الجامعات لعام 2006.

## وصلات خارجية
- بويانجيفين باتزوريغ على موقع قاعدة بيانات المصارعة الدولية (الإنجليزية)
- بويانجيفين باتزوريغ على موقع أوليمبيديا (الإنجليزية)

- السيرة